# کالمارده
کالمارده (به اسپانیایی: Calomarde, Aragon) یک شهرستان در اسپانیا است که در استان تروئل واقع شده‌است.

## خصوصیات
کالمارده ۲۸ کیلومترمربع مساحت و ۷۳ نفر جمعیت دارد.